# Ragnhild Eriksdatter
Ragnhild Eriksdatter (875 – 897), apodada «Ragnhild la Todopoderosa o la Rica», fue una princesa de Jutlandia que algunas fuentes citan como Ragnhild de Haithabu. Fue reina consorte de Noruega por su matrimonio con Harald I de Noruega y madre de Erico I de Noruega. Aunque se desconoce con exactitud quien era su progenitor, que las mismas fuentes citan como Erico II de Jutlandia, por sincronía coincide con el rey Horik II. Según la leyenda, al casarse con el rey Harald, el monarca rechazó a otras nueve esposas.